# Buchenau (Adelsgeschlecht, Dautphetal)

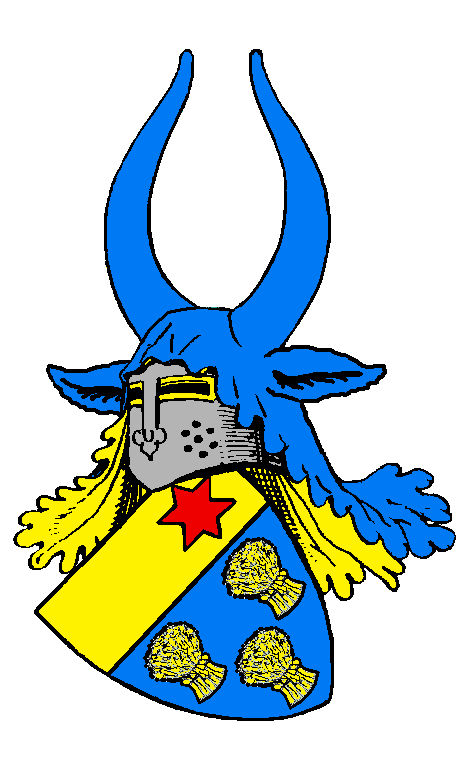
Wappen derer von Buchenau

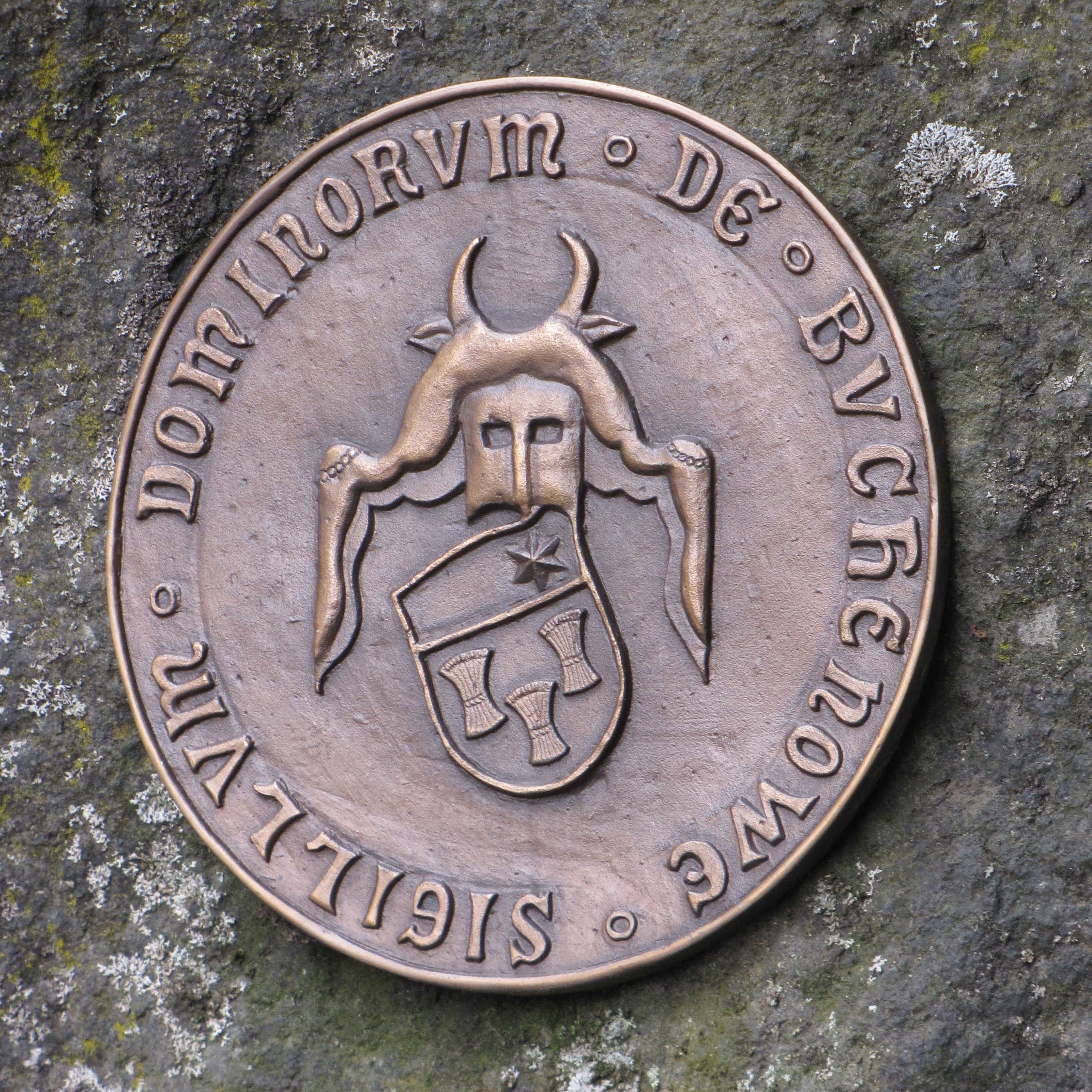
Siegel der Herren von Buchenau auf dem Gedenkstein zur 750-Jahr-Feier Buchenaus

Die Herren von Buchenau waren ein niederes Adelsgeschlecht, das seinen Namen nach dem gleichnamigen Ort Buchenau in der heutigen Gemeinde Dautphetal in Mittelhessen führte. Das Geschlecht taucht in der Geschichtsschreibung erstmals in einer Urkunde vom 11. September 1265 auf, in der die Brüder Kraft und Peter von Buchenau genannt werden. Dass die Herren von Buchenau Vasallen der Grafen von Nassau waren, wird mit einer Urkunde vom 14. Juli 1307 belegt.
In einem Geschlechtsregister der Familie von Hohenfels wird ein Peter von Buchenau, gest. 1367, erwähnt, von dem es heißt, dass er „Pfarrer zu Hartenrod“ gewesen sei. Der Ritter Kraft von Buchenau schenkte 1370 der Pfarrei Buchenau einen Teil seines Hofes in Hartenrod. Im Jahr 1435 verkaufen Heinrich Czolner und seine Frau Gertrud dem Landgrafen Ludwig das Lindengut in Wommelshausen, das sie von denen von Buchenau geerbt hatten.
Nach Landau erlosch das Geschlecht mit dem Tode Kri(e)gs von Buchenau im Jahre 1398. Der Besitz ging in dem des Geschlechtes von Linne auf.

## Wappen
Das Wappen ist ähnlich dem der stammverwandten Frey von Dern (unterschieden durch den Stern als Beizeichen), sowie dem der ebenfalls verwandten Dugel von Carben: Unter goldenem Schildhaupt, darin am Schildrand ein roter Stern, in Blau drei (2:1) goldene Getreidegarben; auf dem Helm mit blau-goldenen Decken zwei blaue Büffelhörner mit daran hängenden Ohren.